# Chiesa di San Francesco (Lucignano)
La chiesa di San Francesco è un luogo di culto cattolico che si trova nella piazza omonima a Lucignano.

## Storia
I francescani si insediarono in questa parte della città a partire dal 1248. Subito dopo, presumibilmente, cominciarono a costruire il convento e la chiesa, che è appunto databile tra la seconda metà del Duecento e l'inizio del Trecento, e che doveva essere almeno in buona parte realizzata, se già nel 1289 ospitò la cerimonia di sottomissione al dominio di Siena.
All'inizio del XVII secolo la chiesa subì una trasformazione in senso controriformato: le pareti della chiesa furono intonacate e molti degli affreschi medievali scialbati e ad esse furono collocati nuovi altari in pietra serena ed all'interno nuove tele.
Nel 1903 un nuovo intervento diretto da Giuseppe Castellucci mirò a ripristinare l'aspetto medievale, 'originario', della chiesa, eliminando molte aggiunte secentesche, e recuperò una parte degli affreschi.
Nel 1970 il crollo di una parte della copertura  portò ad una chiusura della chiesa, che riaprì solo nel 1984.

## Descrizione
La facciata si presenta realizzata in conci di pietra alternativamente in arenaria e travertino, ed al centro è posto un portale in travertino sormontato da un ampio rosone in arenaria grigia. Alla destra della facciata si trova l'Oratorio del Corpus Domini e alla sinistra l'ingresso al chiostro del convento di S. Francesco al centro del quale si trova una cisterna.
L'interno si presenta a unica navata coperta a capanna, con transetto solo lievemente sporgente. La navata è ancora corredata degli altari lignei e lapidei secenteschi. L'abside poligonale, coperta con volta a crociera e affiancata da due cappelle, è aperta da una bifora a sesto acuto di fattura simile a quelle dei lati.
In controfacciata è un grande organo, della prima metà del XVI secolo racchiuso in una ornata cassa lignea barocca.
Numerosi sono gli affreschi presenti in chiesa, riscoperti a più riprese e restaurati. Nella controfacciata, a destra, un affresco, probabilmente della seconda metà del Trecento, con 

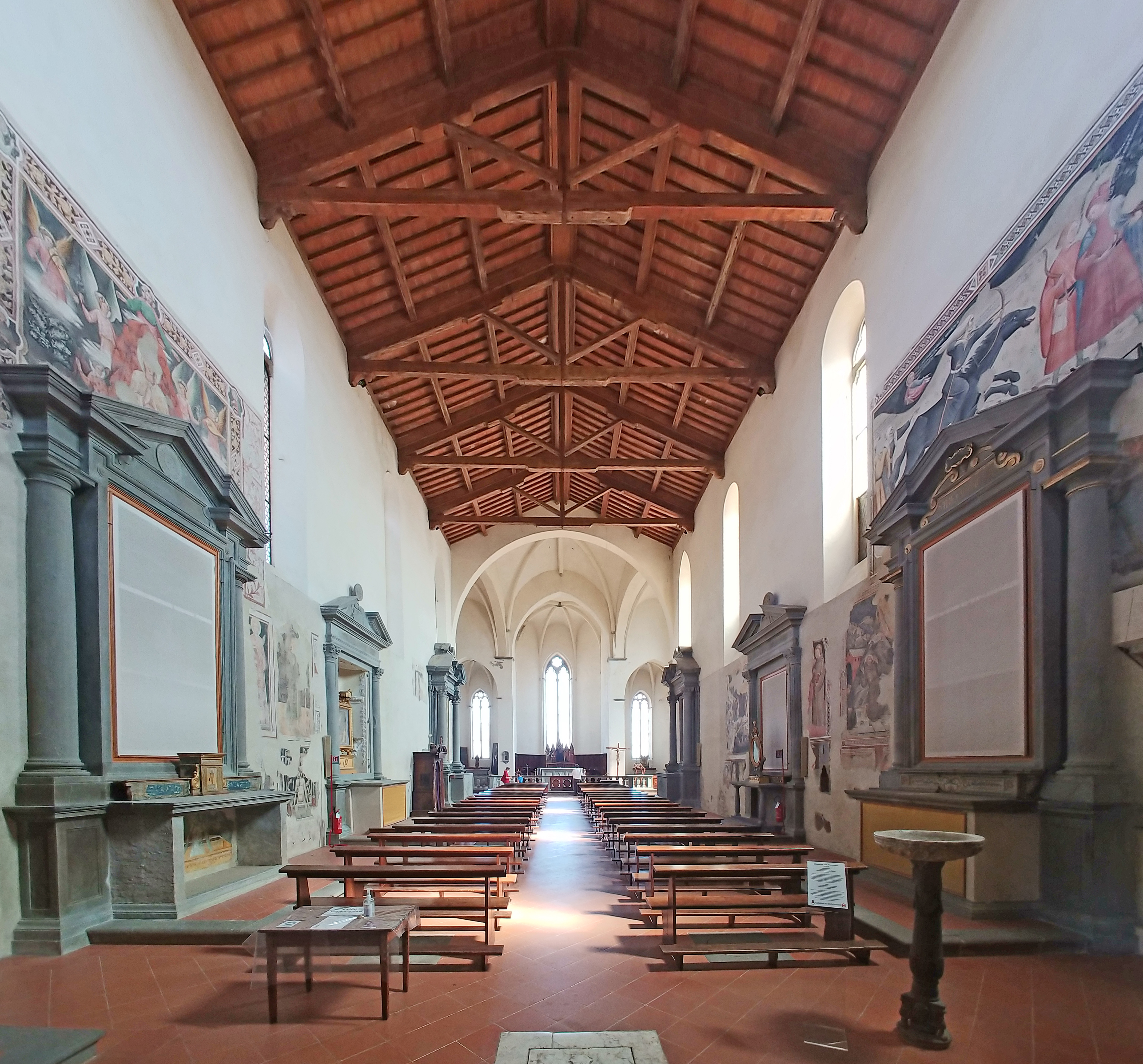
Lucignano, Chiesa di San Francesco - Interno

la Madonna col Bambino tra i santi Sebastiano e Fabiano; al di sotto una fascia con la raffigurazione della Crocifissione tra san Biagio, la Vergine, san Giovanni Evangelista e san Francesco. A sinistra, invece, un pregevole affresco con Sant'Antonio Abate, della metà del XV secolo.
Il primo altare, ligneo, dell'inizio del XVI secolo, è quello del Crocifisso, ancora presente in chiesa, ma spostato presso la cappella maggiore. Il secondo altare, invece, lapideo, è quello della Santissima Concezione, oggi mancante della tela, che venne a collocarsi sopra un arcosolio decorato ad affresco con due Angeli in alto, San Giovanni Battista e un altro santo, e le Sante Agata e Lucia, della prima metà del Quattrocento.

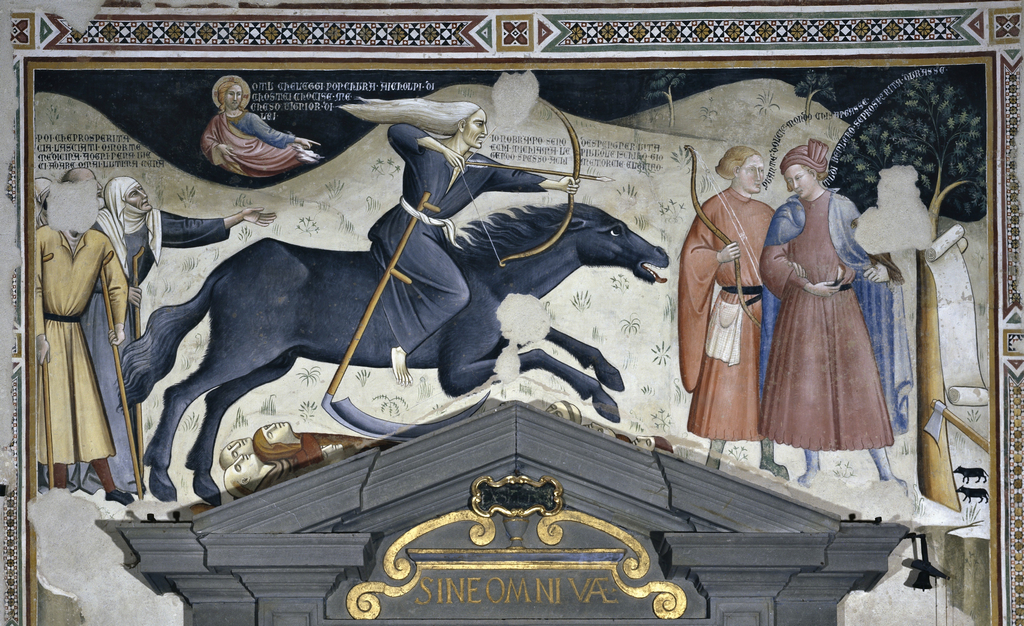
Bartolo di Fredi (?), Trionfo della Morte

Al di sopra dell'altare della Concezione è l'affresco più noto della chiesa, quello raffigurante il Trionfo della Morte, attribuito al senese Bartolo di Fredi o a un pittore a lui vicino, e realizzato forse intorno al 1380, interessante per il drammatico soggetto iconografico, la cui raffigurazione diviene più frequente nella seconda metà del XIV secolo, dopo la Peste nera del 1348.
Tra l'altare della Concezione ed il terzo, quello di San Giovanni è un affresco del primo Quattrocento raffigurante le Stimmate di san Francesco, mentre tra quello di San Giovanni e quello delle Grazie è un complesso di affreschi trecenteschi: quelli più in basso, probabilmente più antichi, della prima metà del XIV secolo, rappresentano San Giacomo maggiore, santa caterina d'Alessandria e san Cristoforo. Più in alto è una Storia della vita della beata Michelina da Pesaro, di più alta qualità e del tardo o più probabilmente della fine del Trecento, interessante anche per la rappresentazione, in basso a sinistra, della città di Venezia. Al quarto altare, delle Grazie, costruito nel 1705, è collocata una scultura lignea di una Madonna proveniente dalla chiesetta di Crespignano, attribuita a Mariano d'Agnolo Romanelli e risalente alla fine del XIV secolo. 
Nella Cappella centrale, all'altare maggiore, si trova il polittico di Luca di Tommè con la Madonna col Bambino tra i santi Giovanni Battista, Michele Arcangelo che sorregge il castello di Lucignano, Pietro e Caterina d'Alessandria. A fianco il Crocifisso ligneo trecentesco già nella cappella omonima.
Nella parete sinistra del transetto è una serie di affreschi di scuola senese, restaurati nel 2020, composti da tre scene sovrapposte: dall'alto, sono le Stimmate di san Francesco, la Madonna in trono tra i santi Cristoforo e Giorgio, e l'Epifania, quest'ultima mutila a causa della realizzazione di una piccola cappella settecentesca e dell'apertura della porta di accesso alla sacrestia.
Nella navata, il quarto altare è l'unico che presenta ancora una tela coeva, del primo Seicento, con Sant'Antonio da Padova ed un donatore, di ignoto. L'altare dei Santi Crispino e Crispiniano, il seguente, è quello che ha ospitato dal 1703 tutti i reliquiari dei francescani, compreso l'Albero d'oro oggi nel Museo. Un affresco con una Pietà, dell'inizio del Quattrocento è visibile sulla parete accanto al seguente altare, quello di San Bernardino. Sopra questo altare è una porzione di un affresco con l'Assunzione della Vergine, oggi riferita ad un allievo di Taddeo di Bartolo, Agostino di Marsilio. L'ultimo altare, sempre ligneo, è quello dedicato a San Giovanni.